# 畑敏雄
畑 敏雄（はた としお、1913年1月5日 - 2009年12月31日）は、日本の化学者。東京工業大学名誉教授。元群馬大学学長。元日本接着協会会長。

## 人物・経歴
大阪府出身。第一高等学校理科乙類を経て、1940年東京工業大学応用化学科卒業。太平洋戦争中は風船爆弾のこんにゃく糊研究に従事。1962年東京工業大学工学博士の学位を取得。1963年東京工業大学教授。1973年停年退官、群馬大学工学部教授。1975年群馬大学学長。元日本接着協会会長。1984年、勲二等旭日重光章を受章。2009年12月31日、東京都練馬区石神井町の自宅で急性心不全のため死去し、一行院で葬儀・告別式が執り行われた。

## 著書
- 『学長閑話 : ロマン派学長折々の記』あさを社 1982